# شالوم أبو باسم
شالوم أبو باسم هو فيلم وثائقي من إخراج نسيم موسيك عن الصراع الإسرائيلي الفلسطيني الذي يتبع مستوطنا يهوديا في مدينة نيويورك وبائع حمص عربي يجبران على العيش كجيران في قلب القدس. يمتد الفيلم الوثائقي على مدى 20 عامًا تقريبًا، بدءا من قبل الانتفاضة الفلسطينية الأولى، لإظهار كيف تؤثر سياسة الأمة على علاقات الجوار. فاز الفيلم بجائزة أفضل مونتاج في مهرجان حيفا السينمائي الدولي.

## ملخص
يقول أبو باسم: "يقولون إن الجار الجيد أفضل من الأخ البعيد، لو كان أرئيل شارون جارًا جيدًا، لكنت سعيدا بوجوده كجار".
من خلال بث واقعي وتصوير مباشر، يقيم شالوم أبو باسم الصراع الإسرائيلي الفلسطيني على نطاق إنساني حميم، حيث تعني التحية البسيطة الكثير. يريد كل من أبو باسم وداني السلام من أجل أطفالهما ويبذلان جهودًا ليثبتا للكاميرا أنهما رجلان عقلانيان وغير متحيزين. لكن نواياهم النبيلة يتم اختبارها بمرور الوقت، حيث تمر موجات العنف فوق المدينة، تاركة بقع دم في الشوارع الحجرية المرصوفة بالحصى التي تؤدي إلى منازلهم.
كان شارع هلادية، حيث يعيش كل من أبو باسم وداني، حيًا ذا أغلبية يهودية حتى عام 1936، عندما اندلعت أعمال شغب، مما أسفر عن مقتل عدد لا يحصى من اليهود الأبرياء وطرد الباقين من منازلهم. مع مرور الوقت، بدأ اليهود في العودة، وقبل الانتفاضة الفلسطينية الأولى كان الحي مثالا للتعايش السلمي نسبيا. ولكن في أواخر ثمانينيات القرن العشرين، عندما اندلع العنف في جميع أنحاء إسرائيل، تصاعد التوتر في الحي، ومنذ ذلك الحين كان السلام قصير الأجل للغاية بالنسبة للسكان للاسترخاء التام واستعادة الثقة في بعضهم البعض.
مليء بالإرادة العنيدة، يعتقد كل من أبوباسم وداني أن شارع الهلادية هو منزلهما الشرعي. ويؤكد أبوباسم قائلا: "من العار أن يبيع عربي منزله، إنه مثل بيع إيمانه... مثل بيع طفله". بنفس القدر من الشغف، يشرح داني أنه كان حلما مدى الحياة للعيش في المدينة المقدسة. ذلك لأنهم غير راغبين في التزحزح عن موقفهم لأنهم مجبرون على العيش كجيران.
لكن العيش في واحدة من أخطر المناطق في العالم له عواقب. خلال الانتفاضة الأولى، غادر داني منزله لشراء الموز لابنه. عندما دخل السوق شعر بعدم الارتياح، وشعر أن شيئا فظيعا سيحدث. قبل أن يتاح له الوقت للتفكير، في وضح النهار، دفعه شاب عربي على الأرض وطعنه في ظهره. بفضل المساعدة الطبية الطارئة، نجا. وعلى الرغم من أنه لا يزال يلعب مع الأطفال العرب الصغار في شارعه ويقول "شالوم" لأبو باسم، إلا أن أبوبتسم يشعر بعدم ثقة في داني.
يكشف الفيلم الوثائقي كيف يمكن أن يؤدي الخوف من المجهول إلى مفاهيم خاطئة كبيرة. لسنوات، العرب الذين يعيشون في شارع هلادية مقتنعون بأن المدرسة الدينية في نهاية الشارع هي مكان للتآمر الشرير. ولكن عندما يتمكن المخرج من الدخول إلى الأبواب السرية المغلقة، يجد أنه بدلا من التخطيط الشرير، يتنقل الطلاب بأنفسهم للعب على لوحات المفاتيح والرقص والصلاة.
في حين أنه من الواضح أن السلام في إسرائيل لن يتحقق بسهولة، يشير الفيلم الوثائقي إلى أن الخطوات نحو التعايش المتناغم بين اليهود والعرب بسيطة. في الواقع، إنها بسيطة مثل بضع كلمات لطيفة. "نحن نكره من يكرهنا. نحن نحترم أولئك الذين يحترموننا". والاحترام محسوس ليس فقط في الخطب السياسية الكبرى والمفاوضات المجردة، ولكن أيضًا من خلال المجاملات البسيطة والأخلاق الروتينية. "أحتاج إلى شخص ما ليقول لي مرحبًا"، يثق به أبو باسم.

## استقبال
يشارك شالوم أبو باسم قصة جارين يشكلان نموذجا مصغرا للتجربة الإسرائيلية. تمت الإشادة بالفيلم لتقديمه الصراع في إسرائيل على المستوى الإنساني - بدلا من معالجته برؤوس متكلمة وسياسيين في غرفة معقمة. كان ينظر إليه على أنه فيلم وثائقي عاطفي واستفزازي يسمح للناس على جانبي النقاش بالنظر بتعاطف إلى معارضتهم ورؤية الصراع من منظور معاكس. يقال إن افتقار الفيلم الوثائقي إلى العزم يسمح بالواقعية. في حين أن الفيلم تلقى الثناء في الغالب، اشتكى أحد النقاد من أن قرارات التحرير الدقيقة للمخرج خلقت تحيزا يتبع تقليد مايكل مور للأفلام الوثائقية ذات الأجندة.

## الجوائز والمهرجانات
فاز وثائقي شالوم أبو باسم بجائزة أفضل مونتاج في مهرجان حيفا السينمائي الدولي عام 2004.
عُرض الفيلم الوثائقي في ثلاثة مهرجانات سينمائية:
- مهرجان وارسو للسينما اليهودية 2006
- مهرجان ميونخ الدولي للأفلام الوثائقية في ألمانيا عام 2006
- مهرجان حيفا السينمائي الدولي 2004

## روابط خارجية
- Biblical Productions page for Shalom Abu Bassem with Press Review
- Jewish film archives
- Jewish News Weekly review of Shalom Abu Bassem
- Shalom Abu Bassem  في قاعدة بيانات الأفلام على الإنترنت (بالإنجليزية)